# Ulu Grosbard
Ulu Grosbard (n. 9 ianuarie 1929 la Anvers - 19 martie 2012 la New York City) este un regizor de teatru și film și totodată producător de film belgian .